# Hideki Miwa
Hideki Miwa (japanisch 三和 英樹 Miwa Hideki; * 13. März 1969 in Yasu) ist ein ehemaliger japanischer Radrennfahrer.

## Sportliche Laufbahn
Miwa war im Bahnradsport aktiv. Er war Teilnehmer der Olympischen Sommerspiele 1988 in Seoul. Im Sprint unterlag er seinen Vorlauf gegen Fabrice Colas. Im Hoffnungslauf konnte er sich durchsetzen. In der zweiten Runde verlor er gegen Maxwell Cheeseman. Bei den Asienspielen 1990 in Peking gewann er die Goldmedaille im Sprint.